# 에른스트 아우구스트 폰 하노버 (1887년)

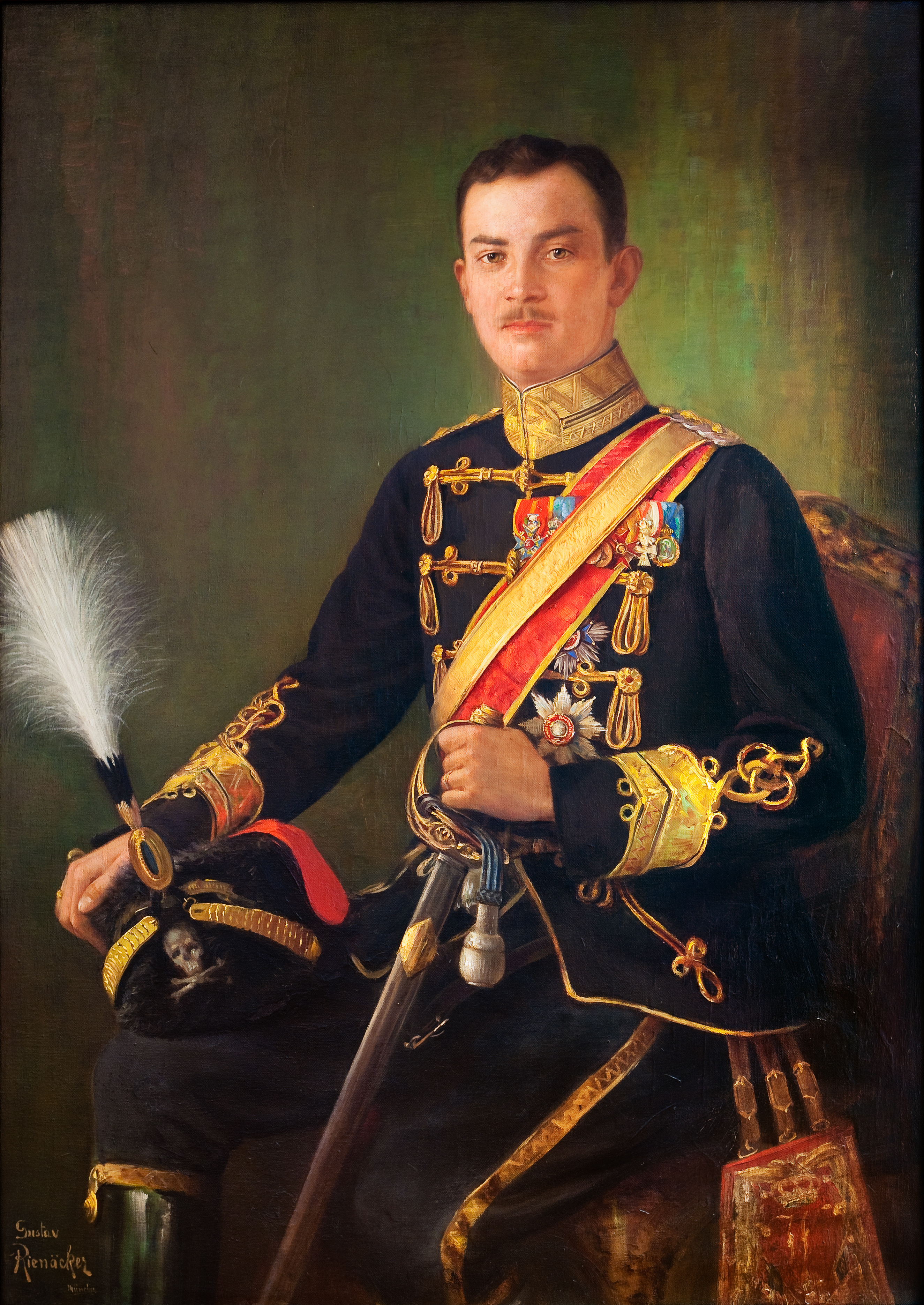
에른스트 아우구스트 폰 하노버

에른스트 아우구스트 폰 하노버(Ernst August von Hannover, 1887년 11월 17일 ~ 1953년 1월 30일)는 1913년 11월 2일부터 1918년 11월 8일까지 브런즈윅 공작이었다. 그는 하노버의 게오르크 5세의 손자였으며, 따라서 하노버의 왕자이자 영국의 왕자였다. 또한 덴마크의 크리스티안 9세의 외손자이자 독일 황제 빌헬름 2세의 사위이기도 했다. 프로이센은 1866년에 조지 왕을 하노버 왕좌에서 해임했지만, 그의 결혼으로 프로이센과 하노버 사이의 수십 년간의 불화가 끝났다.